# Sadako Sasaki

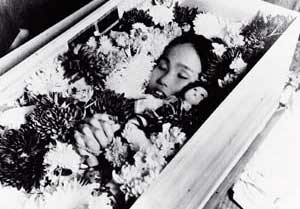
Sadako Sasaki aufgebahrt, Oktober 1955

Sadako Sasaki (japanisch 佐々木 禎子 Sasaki Sadako; * 7. Januar 1943 in Hiroshima; † 25. Oktober 1955 ebenda) war eine japanische Schülerin, die zur weltweit bekanntesten Hibakusha (Überlebende der Atombombenabwürfe auf Hiroshima und Nagasaki) wurde.

## Leben
Sadako Sasaki war zum Zeitpunkt des Atombombenabwurfs durch die USA am 6. August 1945 2½ Jahre alt und wuchs danach als scheinbar gesundes, athletisches Mädchen heran. Am 10. Januar 1955 wurde bei ihr Leukämie diagnostiziert, eine bei Überlebenden des Atombombenabwurfes häufig auftretende Krebserkrankung. 
Sadakos beste Freundin erzählte ihr von einer alten japanischen Legende, nach der derjenige, der 1000 Origami-Kraniche (千羽鶴, Senbazuru) falte, von den Göttern einen Wunsch erfüllt bekomme. Sadako begann daraufhin, während ihres mehrmonatigen Krankenhausaufenthaltes Papierkraniche zu falten. Nachdem sie innerhalb von weniger als einem Monat 1000 Kraniche fertiggestellt hatte, setzte sie ihre Arbeit in der Hoffnung auf Heilung fort. Ihr Bruder Masahiro Sasaki spricht von insgesamt rund 1600 Kranichen, die Sadako bis zu ihrem Tod faltete.

## Andenken und Denkmäler

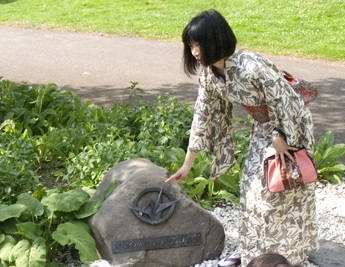
Origami-Kranich auf dem Anti-Atom-Denkmal im Hiroshima-Nagasaki-Park in Köln

Über Sadako Sasakis Lebensgeschichte sind zahlreiche Bücher erschienen, wodurch ihre Geschichte zum international bekanntesten Fall einer Atombombenschädigung geworden ist. Auch heute noch kennt in Hiroshima jedes Kind ihre Geschichte.
Aufgrund der weltweiten Verbreitung und Anteilnahme, die die Geschichte von Sadako Sasaki fand, wurden Origami-Kraniche zu einem Symbol der internationalen Friedensbewegung und des Widerstands gegen den Atomkrieg.
In Japan wurde mit den in Sadakos Namen eingegangenen Spenden 1958 in Hiroshima in unmittelbarer Nähe des Friedensmuseums und der Atombombenkuppel im Friedenspark ein von Glaskästen umgebenes Monument, gestaltet von Kikuchi Kazuo mit der beflügelten Statue Sadakos, für den Weltkinderfrieden errichtet, das Kinder-Friedensdenkmal. Die Kästen werden regelmäßig mit aus der ganzen Welt zugesandten Papierkranichen neu gefüllt, und seit 1989 findet dort jedes Jahr Ende Juli eine Gedenkveranstaltung statt.
In den USA entstand 1990 auf Initiative von Floyd Schmoe, dem Preisträger des Hiroshima-Friedenspreises 1988, in Seattle im US-Bundesstaat Washington nahe der University of Washington der Seattle Peace Park. Dieser Friedenspark, für den Schmoe sein Preisgeld von 5000 US-Dollar stiftete, wurde am 6. August 1990, dem 45. Jahrestag des Atombombenabwurfes auf Hiroshima, eingeweiht und enthält eine lebensgroße Bronzestatue von Sadako Sasaki mit einem Origami-Kranich in der erhobenen rechten Hand. Er wird jedes Jahr von Hunderten von Kindern besucht, die Papierkraniche an der Statue ablegen und damit ein Zeichen für ihren Wunsch nach Frieden in der Welt setzen.
Am 8. Mai 2001 wurde in Bremen-Vegesack eine Metallskulptur des Kranichs als Friedenssymbol vor dem Gustav-Heinemann-Bürgerhaus aufgestellt.
Am 5. August 2007 wurde in Köln das Mahnmal „Atomwaffen abschaffen“ im Hiroshima-Nagasaki-Park enthüllt, das einen symbolischen Origami-Kranich zeigt und an das Schicksal von Sadako Sasaki erinnert.
Am 17. Oktober 2023 wurde im Essener Krupp-Park im Beisein von Oberbürgermeister Thomas Kufen das Sadako-Friedensdenkmal enthüllt.